# Liste der Monuments historiques in Coimères
Die Liste der Monuments historiques in Coimères führt die Monuments historiques in der französischen Gemeinde Coimères auf.

## Liste der Bauwerke
| Bezeichnung       | Beschreibung          | Standort | Kennzeichnung | Schutzstatus | Datum | Bild |
| ----------------- | --------------------- | -------- | ------------- | ------------ | ----- | ---- |
| Kirche Notre-Dame | Erbaut im Mittelalter | (Lage)   | PA00083523    | Classé       | 1907  |      |